# Giovanni Rastelli
Giovanni Rastelli (Viù, 30 novembre 1858 – 24 gennaio 1917) è stato un politico italiano.
Fu sindaco di Viù, consigliere provinciale e deputato al Parlamento .

## Biografia
Rastelli fu il primo dei sette figli di Giuseppe (?-1906)  e Teresa Versino (?-1902). Fu mandato a studiare a Venezia presso la Regia Scuola Superiore di Commercio (oggi Università Ca’ Foscari), istituita nel 1868. Successivamente, si laureò in legge presso la facoltà di Giurisprudenza dell'Università di Torino. Era il 15 luglio 1886. In seguito, iniziò la professione di avvocato penalista presso il Tribunale di Torino, esercitandola per tutta la sua vita anche nei momenti più difficili.